# Rio Verdinho (vattendrag i Brasilien, Goiás)
Rio Verdinho är ett vattendrag i Brasilien.   Det ligger i delstaten Goiás, i den centrala delen av landet, 300 km sydväst om huvudstaden Brasília.
Omgivningarna runt Rio Verdinho är en mosaik av jordbruksmark och naturlig växtlighet. Runt Rio Verdinho är det glesbefolkat, med 13 invånare per kvadratkilometer.